# Typhicola
Typhicola is een monotypisch geslacht van schimmels behorend tot de familie Pleosporaceae. Het bevat alleen Typhicola typharum.